# Apprieu
Apprieu – miejscowość i gmina we Francji, w regionie Owernia-Rodan-Alpy, w departamencie Isère.
Według danych na rok 1990 gminę zamieszkiwało 2426 osób, a gęstość zaludnienia wynosiła 161 osób/km² (wśród 2880 gmin regionu Rodan-Alpy Apprieu plasuje się na 363. miejscu pod względem liczby ludności, natomiast pod względem powierzchni na miejscu 767.).